# Synthèse turco-islamique
Le synthèse turco-islamique (turc : Türk-İslam sentezi), communément appelé nationalisme turco-islamique (turc : Türk-İslam milliyetçiliği), est une idéologie qui fusionne le nationalisme turc et l'islamisme.

## Histoire
L'historien Gökhan Çetinsaya a expliqué qu'il y a trois opinions sur le sujet du nationalisme turc et de l'islam. D'abord, ce sont les nationalistes qui rejettent l'islam, deuxièmement, ce sont les islamistes qui rejettent le nationalisme, et troisièmement, ce sont ceux qui mélangent les deux. Il y a eu une fusion du nationalisme turc avec l'islam pendant les dernières années de l'Empire ottoman. Hamit Bozarslan a affirmé que la synthèse turco-islamique était l'idéologie officielle de l'État de la Turquie lorsqu'elle a été créée en 1923. L'islamonationalisme turc a été popularisé et encouragé dans le cadre de l'opération Gladio pendant la guerre froide par des intellectuels de droite soutenus par les États-Unis tels que Alparslan Türkeş qui étaient préoccupés par l'influence de gauche croissante soutenue par les Soviétiques dans le pays. Ils voulaient faire un nationalisme inspiré de la religion. Türkeş ne soutenait pas le pan-islamisme. Une de ses citations célèbres était "La Turquie est notre corps, l'Islam est notre âme". Le gouvernement et l'armée turcs ont toléré et même promu l'idéologie pendant la violence politique de 1976-1980. Alors que les nationalistes et les islamistes étaient des rivaux naturels dans d'autres pays musulmans, en Turquie, la plupart des islamistes turcs professaient un certain degré d'ethnonationalisme,. La synthèse était basée sur l'école Hanafi et affirmait qu'elle était essentielle à la turqueté. Selon la synthèse, l'identité turque et l'islam sont tous deux essentiels l'un pour l'autre. Les adeptes de l'idéologie ont affirmé qu'avant même d'adopter l'islam, les Turcs étaient réceptifs à l'islam. La synthèse a mis l'accent sur l'islam au niveau national chez les Turcs, et non sur l'islam chez les musulmans du monde entier. La synthèse préconisait également l'islam dans la société qui serait culturellement plus turque et moins arabe.
À la fin des années 1970, la scène politique turque était pleine de conflits idéologiques entre ultranationalistes d'extrême droite (Idéalistes) et des groupes d'extrême gauche, ainsi que peu ou pas d'efforts gouvernementaux pour l'arrêter. Sous le régime du Parti de la patrie , l'islamo-nationalisme turc est devenu l'idéologie officielle de facto de la Turquie (et jusqu'à aujourd'hui, il est accusé de l'être sous le régime de l'AKP, bien que l'AKP le nie fermement). En 1982, la religion a été renforcée dans les écoles et l'éducation comme un moyen de renforcer l'Islamo-nationalisme turc, qui visait à affaiblir l'islamisme dominant et le nationalisme laïc.
Historiquement, les mouvements islamistes en Turquie avaient une division ethnique. La plupart des groupes islamistes recrutent uniquement auprès des Kurdes ou des Turcs, très peu de groupes recrutant auprès des deux. La principale raison de la division était que la plupart des islamistes turcs avaient de fortes opinions nationalistes, refusaient de se battre contre leur propre gouvernement et avaient souvent des opinions anti-kurdes. À leur tour, les islamistes kurdes avaient également des opinions nationalistes, séparatistes et anti-turques, et ont souvent coopéré avec des nationalistes kurdes laïques. Le militantisme islamiste en Turquie était dominé par les Kurdes. La plupart des islamistes turcs ont préféré voyager pour le djihad à l'étranger. Dans la guerre de Bosnie, la guerre civile syrienne, ainsi que dans la première et la deuxième guerre tchétchène, ils professaient principalement des motifs nationalistes, néo-ottomans et panturques turcs en plus de l'islamisme,,.

## Points de vue sur les non-turcs

### Arabes
İbrahim Kafesoğlu a affirmé que les Turcs préislamiques avaient été de meilleurs musulmans que les Arabes. Alparslan Türkeş, fondateur du MHP et des Loups gris et l'un des meilleurs idéologues de la synthèse turco-islamique, était un défenseur de l'adhan turc et a plaidé pour que le Coran, l'Adhan et même les Salat soient uniquement dans la langue turque en Turquie. Il a codirigé le Coup d'État de 1960 en Turquie et dans une interview après le coup d'État, Türkeş a décrit l'utilisation de l'arabe pour la religion comme une "trahison", et a déclaré "dans la mosquée turque, le Coran turc est lu, ce n'est pas l'arabe",,. Après la crise des réfugiés, l'anti-arabisme a augmenté, principalement chez les loups gris. À Gaziantep, environ 2 douzaines d'Arabes syriens ont dû quitter la ville après que des foules turques en colère appartenant aux Loups gris aient saccagé leurs maisons. Une autre fois, un groupe d'environ 1 000 loups gris, qui s'est organisé sur les médias sociaux, a bloqué diverses routes à Kahramanmaraş et a refusé de partir même après les avertissements de la police. Les manifestants ont également retiré les panneaux arabes de nombreux magasins appartenant à la Syrie, et de nombreux propriétaires de magasins ont fermé leurs magasins par peur. Ils ont également attaqué un Syrien dans une voiture et lui ont cassé les fenêtres, mais ils se sont enfuis après que la police turque ait tiré un coup de feu d'avertissement dans les airs. De nombreuses organisations islamo-nationalistes turques se portent volontaires pour se battre en Syrie en faveur des Turkmènes syriens afin de renforcer les intérêts turkmènes et d'affaiblir la domination arabe. Les Alperen Ocaklari ont envoyé 250 combattants en 2015 pour « combattre la Russie, l'Iran et Assad. Et pour aider les turkmènes », bien qu'ils aient été accusés plus tard d'être venus en Syrie pour prendre des photos avec des combattants, car de nombreux foyer Alperen ont été vus à Istanbul quelques jours seulement après leur départ pour se battre.

### Kurdes
Dans une interview de 2013, Altan Tan a affirmé que le mouvement islamiste en Turquie était "plein de nationalistes" qui méprisaient les Kurdes, incitant ainsi les Kurdes à voter la laïcité. Les nationalistes turco-islamiques ont souvent tenté de cacher la kurde de diverses figures islamiques.
Un homme politique turc a déclaré un jour que «pendant mille ans, les Kurdes et les Turcs ont formé une oumma qui a lutté contre les armées envahissantes des kuffars. Cependant, même dans cette unification, les Kurdes sont restés des Kurdes, les Turcs sont restés des Turcs. C'est ainsi que la religion doit être utilisée; elle ne doit pas être utilisée à des fins d'assimilation, comme l'État turc s'obstine à le faire». Un autre activiste religieux turc a affirmé que « parce qu’elles ont été réprimées pendant des années sous les régimes kémalistes, plusieurs associations et ONG musulmanes turques ont développé le rituel de tenir leurs propres prières du vendredi en petits groupes dans leurs propres appartements et bureaux, sans surveillance ni contrôle de l’État. Il ne s’agissait cependant pas d’événements de masse. Comme les musulmans turcs craignaient la colère de l’État, les prières avaient lieu sans aucune annonce publique. Seuls ceux qui étaient au courant y participaient. Cependant, lorsqu’il s’agit des Kurdes, tout à coup, les musulmans turcs trouvent ce rituel dérangeant. Ils qualifient les prières civiles du vendredi de « soi-disant prières du vendredi » et ils disent que ces prières sont nuisibles à l’unité musulmane. Alors, qu’est-ce qui a changé ? Pourquoi les prières du vendredi alternatives, indépendantes de l’État, qui étaient tout à fait acceptables lorsque les Turcs les organisaient, sont-elles considérées comme dangereuses lorsque les Kurdes les organisent ? Je pense que les musulmans turcs sont en colère contre les musulmans kurdes pour avoir réussi quelque chose qu’ils n’ont pas pu faire eux-mêmes : défier l’État de manière publique et visible. » Elle a également affirmé que « l'État a coopté les Turcs musulmans en mettant en œuvre des politiques turco-islamiques. Par exemple, en tant que Turc musulman, vous êtes libre de faire campagne pour les souffrances des musulmans dans d'autres pays, comme la Bosnie, la Palestine, la Chine, la Syrie, etc. Cependant, vous n'avez pas le droit d'attirer l'attention sur les souffrances des Kurdes musulmans. » Elle a également déclaré : « Je suis activement impliquée dans le militantisme pour les droits des Kurdes depuis les années 1980. Pendant des années, les Turcs musulmans, y compris mes amis proches, m'ont qualifiée de nationaliste kurde. Lorsque je travaillais avec des ONG turques musulmanes à Istanbul ou dans d'autres villes occidentales, après être devenues de bonnes amies, elles me disaient qu'elles avaient été mises en garde contre mes tendances nationalistes kurdes. Pourtant, personne ne vous appelle nationaliste tchétchène, nationaliste arabe, nationaliste bosniaque lorsque vous vous intéressez aux souffrances des musulmans en Tchétchénie, en Palestine ou en Bosnie. L'ironie est que la plupart de ces personnes qui m'accusent d'être une nationaliste kurde sont en fait des nationalistes turcs, mais ils ne le reconnaissent même pas. »
Les islamonationalistes turcs ont été accusés de minimiser le chaféisme « à chaque occasion » et de tenter de propager le hanafisme aux Kurdes dans l'espoir que cela les conduirait également à adopter une identité turque. Les groupes islamistes et conservateurs turcs, comme le parti Refah et l'AKP, ont été accusés de défendre eux aussi des idées nationalistes. Malgré l'utilisation d'une « formule islamique » pour répondre aux revendications kurdes, les islamistes turcs ont finalement échoué, car ils ne voulaient pas offenser le nationalisme turc. Les appels de l'AKP aux Kurdes ont échoué pour de nombreuses raisons, principalement parce que leur intention profonde était d'assimiler les Kurdes, et parce que l'identité islamique que l'AKP présentait pour remplacer le kémalisme incluait toujours « une forte dose de nationalisme », et au lieu de tenter véritablement de résoudre le conflit, l'AKP n'a qu'occasionnellement assoupli les restrictions imposées aux Kurdes pour contrer la pression intérieure et étrangère. Les islamistes étaient unis en Turquie, indépendamment de leur appartenance ethnique, bien que l’AKP et son nationalisme turc soient devenus la source de la division des islamistes sur une base ethnique.
Le coup d’État de 1980 a instauré la synthèse turco-islamique comme idéologie d’État de fait et a également mis en œuvre les politiques les plus restrictives contre l’identité kurde de l’histoire de la Turquie. Dans un contexte de haine croissante des islamo-nationalistes turcs envers les Kurdes, le PKK a pris les armes en 1984. Les islamo-nationalistes turcs ont présenté les Kurdes comme les provocateurs du conflit. De nombreux islamo-nationalistes turcs ont souvent invoqué l’excuse qu’ils ne s’opposaient qu’au PKK ou aux séparatistes et non aux Kurdes ordinaires. Cependant, dans la pratique, ils se sont opposés aux Kurdes en général et ont poursuivi leur politique anti-kurde tout en les niant,.
Bien que Recep Tayyip Erdoğan ait initialement réalisé le plus de progrès dans la résolution du conflit, il a pris un tournant nationaliste prononcé dans les années 2010 et a commencé à restreindre les expressions culturelles kurdes. La plupart des islamonationalistes turcs ont soutenu Erdoğan et sont devenus le gros de l'opposition à l'augmentation des droits culturels kurdes en Turquie,. Mucahit Bilici a déclaré que « Il y a une tendance claire dans le langage d’Erdoğan et dans l’approche de tous les interlocuteurs islamistes avec les Kurdes. L’objectif premier est de minimiser et de rendre invisible la kurdicité des Kurdes en mettant en avant leur islamité. Le mot « Kurde » lui-même est évité et utilisé seulement de manière très stratégique. Il n’apparaît généralement que dans le cadre d’une longue liste d’ethnies – Laze, Circassien, Géorgien, Arabe, Bosniaque, Albanais – toutes des spécificités noyées dans une fausse diversité. Les Kurdes ne peuvent gagner en légitimité et en importance qu’en tant que serviteurs et défenseurs de l’islam. Les villes kurdes sont présentées comme des foyers profondément religieux. Par exemple, la ville d’Urfa est toujours appelée « ville des prophètes » et Diyarbakır « ville des compagnons ». L’objectif est d’éviter de traiter quoi que ce soit de kurde comme kurde. »
Le 23 février 1979, alors que l'activiste kurde Akıncı de 20 ans, Metin Yüksel, quittait la mosquée Fatih d'Istanbul, il a été abattu par des loups gris fidèles au MHP,,,.

## Critiques
L'islamo-nationalisme turc est souvent critiqué par les islamistes qui considèrent le nationalisme comme un péché, par les nationalistes turcs laïcs qui considèrent la religion comme sans importance, et par diverses organisations et militants des droits des minorités en Turquie. Les nationalistes turcs au début de la Turquie étaient connus pour leur laïcité, Atatürk avait applaudi un traité de 1926 écrit par Hasan Ruşeni Barkın, connu sous le nom de "il n'y a pas de religion, seulement de nationalité. Ma turcité est ma religion."
Ahmet Altan, un commentateur islamiste turc, a déclaré que "les musulmans turcs qui croient en la synthèse turco-islamique et la voient-ils en accord avec la religion accepteraient-ils également la synthèse kurde-islamique ? Puisqu'ils acceptent la synthèse turco-islamique et trouvent approprié d'ajouter un nom national à l'islam, ils ne peuvent pas s'opposer à la synthèse kurde-islamique."
L'Akıncılar a affirmé que cette idéologie est un "produit fasciste de l'impérialisme", et que le nationalisme est une idéologie occidentale, qui n'a pas sa place dans les nations islamiques.
Nihâl Atsız la considérait comme une idéologie artificielle qui fusionne avec force deux idéologies contradictoires, et il considérait également l'islamisme comme incompatible avec le turkisme.
L'idéologie a également été critiquée par les pan-turcs qui ont déclaré que "la personne qui ne défend pas la laïcité ne peut pas être un Turaniste. Les Gagaouzes sont chrétiens, les Karaïmes et les Khazars sont juifs, les Altaïens sont tengristes, les Iakoutes sont chamanis, les Azéris sont chiites, les Turkmènes d'Anatolie sont des Alévi. La synthèse turco-islamique et son sunnisme n'ont pas été en mesure d'atteindre de grandes utopies, mais une petite partie de l'Anatolie. Au lieu de prendre soin des Alévis turkmènes, il considère qu'il est idéal de battre le fils d'un Turkmène au nom de l'idéalisme-sunnisme parce qu'il est de gauche. De plus, la laïcité empêche les dommages du sectarisme et donne à la nation de la rationalité. S'il est idéaliste, il ne peut pas rester contre la laïcité. L'idéaliste qui ne défend pas la laïcité n'a pas d'idéaux ni de kızılelma." Kızılelma signifie "pomme rouge" et symbolise le but de la conquête dans la traditiones turque.

## Islamo-nationalistes turcs notables
- Ziya Gökalp
- Alparslan Türkeş
- Mustafa Destici
- Devlet Bahçeli
- Muhsin Yazıcıoğlu